# Rodrigo Bertinotti
Rodrigo Bertinotti (Olasz Királyság, Pistoia, 1886. május 27. – Olaszország, Pistoia, 1958. április 8.) olimpiai bronzérmes olasz tornász.
Az 1906. évi nyári olimpiai játékokon indult tornában és csapat összetettben bronzérmes lett. (Később ezt az olimpiát a Nemzetközi Olimpiai Bizottság nem hivatalosnak nyilvánította)
Klubcsapata a 	Francesco Ferruccio Pistoia volt.